# Колежјен
Колежјен (фр. Collégien) насеље је и општина у Француској у региону Париски регион, у департману Сена и Марна која припада префектури Торси.
По подацима из 2005. године у општини је живело 3 165 становника, а густина насељености је износила 877| становника/km². Општина се простире на површини од 3,40 km². Налази се на средњој надморској висини од ????? метара (максималној 116 m, а минималној 82 m).

## Демографија
| 1962. | 1968. | 1975. | 1982. | 1990. | 1999. | 2011. |
| ----- | ----- | ----- | ----- | ----- | ----- | ----- |
| 215   | 264   | 281   | 818   | 2.331 | 2.983 | 3.099 |

График промене броја становника у току последњих година